# Guido Fubini
Guido Fubini Ghiron (Venezia, 19 gennaio 1879 – New York, 6 giugno 1943) è stato un matematico italiano, noto soprattutto per il teorema che porta il suo nome. È considerato, insieme a Eduard Čech, il fondatore della moderna geometria proiettiva differenziale, ma ha dato contributi importanti anche all'analisi e alla fisica matematica, in particolare occupandosi di gruppi continui e discontinui, funzioni automorfe, calcolo delle variazioni, equazioni differenziali ed equazioni integrali.

## Biografia
Figlio di Lazzaro Fubini e di Zoiaride Torre, fu indotto a dedicarsi alla matematica dal padre, insegnante di matematica, e dai professori del Liceo Foscarini, da lui frequentato. Nel 1896 entrò nella Scuola Normale Superiore di Pisa dove studiò con Ulisse Dini e Luigi Bianchi. Ottenne la notorietà quando la sua tesi di laurea del 1900, intitolata Parallelismo di Clifford negli spazi ellittici, fu discussa in un'opera molto letta sulla geometria differenziale, pubblicata da Bianchi nel 1902.
Nel 1901 iniziò a insegnare all'Università di Catania. Nel 1906 si trasferì all'Università di Genova e nel 1908 al Politecnico di Torino e all'Università di Torino, dove rimase fino al 1939. Nel 1907 pubblicò la dimostrazione del teorema per cui è particolarmente noto, anche se Fubini stesso non considerò mai quel risultato fra i suoi più importanti.
In questo periodo le sue ricerche si rivolsero soprattutto all'analisi matematica e più in particolare alle equazioni differenziali, all'analisi funzionale all'analisi complessa e alle funzioni automorfe. Ma si dedicò anche al calcolo delle variazioni, alla teoria dei gruppi discontinui, alla geometria non euclidea e alla geometria proiettiva. Suoi allievi, oltre a Eduard Čech, furono Alessandro Terracini ed Eugenio Togliatti.
Allo scoppio della prima guerra mondiale Fubini spostò la sua attenzione su questioni più applicative e studiò l'accuratezza del fuoco dell'artiglieria. Dopo la guerra continuò a interessarsi di applicazioni della matematica e applicò suoi risultati a problemi dei circuiti elettrici e dell'acustica.
Nel 1938, quando Fubini era quasi sessantenne e vicino al pensionamento, il governo fascista, imitando il regime nazista, adottò leggi razziali. Fubini, in quanto ebreo, si trasferì negli Stati Uniti accettando un invito a insegnare all'Università di Princeton. Quattro anni dopo morì a New York.

## Opere
- Il parallelismo di Clifford negli spazi ellittici, «Annali della Scuola normale superiore di Pisa», 9, 1900, pp. 1-74.
- Sopra una classe di equazioni che ammettono come caso particolare le equazioni delle membrane e delle piastre sonore nota, «Rendiconti del Reale Istituto lombardo di scienze e lettere», 2, 35, 1902, pp. 779-798.
- Sui gruppi di proiettività, «Rendiconti dell’Accademia nazionale dei Lincei, Classe di scienze fisiche, matematic he e naturali», 12, 1903, pp. 83-86, 258 -260.
- Una questione fondamentale per la teoria dei gruppi e delle funzioni automorfe, «Rendiconti dell’Accademia nazionale dei Lincei, Classe di scienze fisiche, matematiche e naturali», 13, 1904, pp. 591-595.
- Sugli integrali multipli, «Rendiconti dell’Accademia nazionale dei Lincei, Classe di scienze fisiche, matematiche e naturali», 17, 1907, pp. 608-614.
- Il principio di minimo e i teoremi di esistenza per i problemi al contorno relativi alle equazioni alle derivate parziali di ordini pari, «Rendiconti del Circolo matematico di Palermo», 23, 1907, pp. 87-99.
- Introduzione alla teoria dei gruppi discontinui e delle funzioni automorfe, Pisa, Spoerri, 1908.
- Applicazioni della teoria dei gruppi continui alla geometria dif ferenziale ed alle equazioni di Lagrange, «Mathematische Annalen», 64, 1908, pp. 202-214.
- Definizione proiettivo-differenziale di una superficie, «Atti della Reale Accademia delle scienze di Torino», 49, 1914, pp. 542-558.
- Osservazioni sul calcolo della traiettoria di un proietto, «Rendiconti dell’Accademia nazionale dei Lincei, Classe di scienze fisiche, matematiche e naturali», 26, 1917, pp. 215-219.
- Studi relativi all'elemento lineare proiettivo di una ipersuperficie, «Rendiconti dell’Accademia nazional e dei Lincei, Classe di scienze fisiche, matematiche e naturali», 27, 1918, pp. 100-106.
- Lezioni di analisi matematica, Torino, Società tipografico-editrice nazionale, 1920
- Lezioni di analisi matematica, Torino, Sten.
- Con Giulio Vivanti, Esercizi di analisi, Torino, Sten.
- Con Eduard Cech, Geometria proiettiva differenziale, 2 voll., Bologna, Zanichelli, 1926.
- Con Eduard Cech, Introduction a la géométrie projective différentielle des surfaces, Paris, Gauthier Gauthier-Villars & Cie, 1931.
- I fondamenti della geometria proiettivo-differenziale, «Annali della Scuola normale superiore di Pisa, Classe di Scienze», 2, 4, 1935, pp. 219-224.
- Il principio di minimo nella teoria della flessione delle travi ad asse curvo, «Rendiconti del Circolo matematico di Palermo», 61, 1937, pp. 87-99.
- On the Asympt otic Lines of a Ruled Surface, «Bulletin of the American Mathematical Society», 67, 1941, pp. 448-451
- Con Giuseppe Albenga, La matematica dell'ingegnere e le sue applicazioni, 2 voll., Bologna, Zanichelli, 1949-1954, pubblicato postumo.
- Il teorema di riduzione degli integrali doppi, «Rendiconti del Seminariomatematico dell’Università e Politecnico di Torino», 9, 1949, pp. 125-133, pubblicato postumo.

## Curiosità
Gli è stato dedicato un asteroide, 22495 Fubini.